# 見込み
| ウィキペディアには「見込み」という見出しの百科事典記事はありません（タイトルに「見込み」を含むページの一覧/「見込み」で始まるページの一覧）。 代わりにウィクショナリーのページ「見込み」が役に立つかもしれません。 |